# Sogndal
Sogndal is een gemeente gelegen aan de Sognefjord in de Noorse provincie Vestland. Omliggende plaatsen zijn Hafslo en Svedal. De huidige gemeent ontstond per 1 januari 2020 toen de oude gemeente Sogndal fuseerde met Balestrand en Leikanger. De nieuwe gemeente telt bijna 12.000 inwoners. De oude gemeente telde 7941 inwoners in januari 2017. 
In de gemeente liggen nog enkele kleinere dorpen en gehuchten, zoals Kaupanger, Kjørnes en Sogndalsfjøra. Kaupanger is vooral bekend omwille van zijn staafkerk.

## Vervoer
Bij het dorp Haukåsen ligt een vliegveld met verbindingen naar onder meer Oslo en Bergen.

## Sport
Sogndal Fotball is de betaaldvoetbalclub van de stad en speelt haar wedstrijden op de Fosshaugane Campus.

## Geboren
- Eirik Bakke (1977), voetballer
- Thea Bjelde (2000), voetbalster
- Johan Hove (2000), voetballer

|  |

Alver ·  Askvol · Askøy · Aurland · Austevoll · Austrheim · Bergen · Bjørnafjorden · Bremanger · Bømlo · Eidfjord · Etne · Fedje · Fitjar · Fjaler · Gloppen · Gulen · Hyllestad · Høyanger · Kinn · Kvam · Kvinnherad · Luster · Lærdal · Masfjorden · Modalen · Osterøy · Samnanger · Sogndal · Solund · Stad · Stord · Stryn · Sunnfjord · Sveio · Tysnes · Ullensvang · Ulvik · Vaksdal · Vik · Voss · Øygarden · Årdal

Fylker van Noorwegen